# Васил Шамандуров
Васил Стойнов (Ставров) Шамандуров (на английски: William Basil Stevens (Stoynoff)) е македонски български общественик, член на ЦК на Македонската патриотична организация.

## Биография
Васил Шамандуров е роден през 1928 година в София, Царство България, в семейството на бежанци от Смърдеш. Баща му Ставро Шамандуров е спомосъществувател на издаването на спомените на Иван Михайлов, а майка му е роднина на Васил Чекаларов.
Васил Шамандуров емигрира в Торонто, Канада, където се включва в дейността на МПО. Избран е за член на ЦК на МПО на XXXVII конгрес на организацията през 1958 година.
Променя си името на Уилям Базил Стивънс, завършва английска филология и история в Йоркския университет и Университета на Торонто, след което преподава английски и история в Торонто. Автор е на книгата „Пилешка супа за душата: Чудеса и надежди“, в която разказва за отрязаната глава на Васил Чекаларов.
Негова дъщеря е журналистката от „Торонто Стар“ Наташа Стойнов (р. 1963), която се замесва в секс скандал с американския президент Доналд Тръмп.
Умира на 5 юли 2009 година.